# Periódico en línea

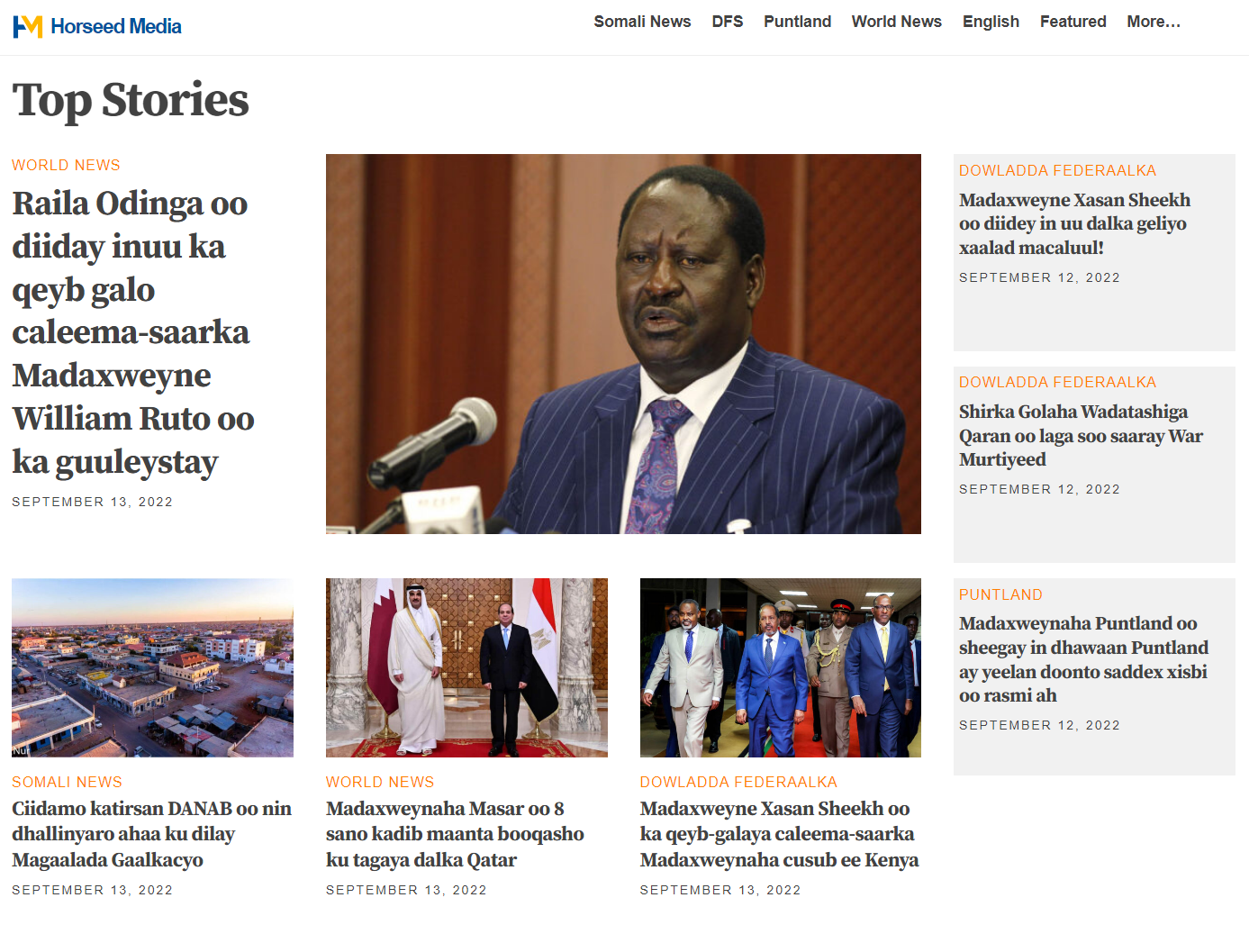
Página de inicio del periódico en línea somalí Horseed Media

Un periódico en línea, periódico digital, diario en línea o diario digital es la edición de un periódico que utiliza Internet como su principal medio de difusión. Aunque actualmente la mayoría de ellos son completamente gratuitos, todo parece indicar que en un futuro próximo sean de pago.
Se refiere así mismo a una publicación que a diferencia de su contraparte impresa se presenta en formato electrónico y su principal medio de difusión es Internet. La frecuencia con que publique puede variar, pero es común que se actualicen diariamente, aunque también hay ediciones semanales, quincenales, mensuales, semestrales o incluso anuales. Como estrategia para hacer frente al declive del periódico en papel, muchos periódicos impresos han optado por lanzar sus propias versiones en línea, conservando la marca y línea editorial. Asimismo, las versiones en línea se han mostrado como una alternativa ecológica frente a los impactos ambientales del papel. 
El hecho de que haya repetición cíclica en sus ediciones los convierte en "periódicos". La publicación electrónica le da el carácter de "digital".
La otra ventaja que ofrece lo impreso es que en ella el ciudadano o el lector puede aportar nuevos datos a la noticia y de esta manera ocurre una interrelación entre el lector y el periodista. Asimismo, la actualización de datos e información de noticias en curso puede ser rápidamente actualizada en los artículos sobre noticias, sin tener que esperar a una nueva edición, como en el caso de los periódicos impresos. 